# Eulithis marmorata
Eulithis marmorata là một loài bướm đêm trong họ Geometridae.